# Roland Harweg
Roland Eduard Paul Harweg (* 20. August 1934 in Dortmund; † 12. April 2019) war ein deutscher Sprachwissenschaftler, Germanist und Semiotiker.

## Leben
Roland Harweg, Sohn des Marineoffiziers Eduard Harweg, besuchte nach Volksschulen in Dortmund und Gütersloh und einer Mittelschule in Lüdenscheid das Zeppelin-Gymnasium Lüdenscheid und das Stadtgymnasium Dortmund, an dem er 1955 das Abitur ablegte.
Von 1955 bis 1961 studierte er an der Westfälischen Wilhelms-Universität in Münster allgemeine und vergleichende Sprachwissenschaft sowie Latein, Griechisch, Sanskrit und einige weitere orientalische Sprachen. Zu seinen akademischen Lehrern gehörten der allgemeine Sprachwissenschaftler Peter Hartmann, der vergleichende Sprachwissenschaftler Alfred Schmitt, der Indogermanist und Kaukasiologe Karl Horst Schmidt, der klassische Philologe Hermann Kleinknecht, der Indologe Hermann Berger, der Ägyptologe Walther Wolf, der Hethitologe Einar von Schuler, der Turkologe Gotthard Jäschke und die Ostasienwissenschaftler Otto Karow und Bruno Lewin.
1960 legte Harweg in den Fächern Latein und Griechisch das Staatsexamen ab und wurde 1961 mit der – 1964 unter dem Titel Kompositum und Katalysationstext, vornehmlich im späten Sanskrit im Druck erschienenen – Dissertation Spätaltindische Nominalkomposita, Katalysationstexte und Kontextselektion bei Peter Hartmann promoviert. Von 1960 bis 1965 war er wissenschaftlicher Assistent bei Peter Hartmann, 1965 habilitierte er sich bei ihm mit der Schrift Pronomina und Textkonstitution für allgemeine und indogermanische Sprachwissenschaft, und von 1965 bis 1969 lehrte er als Dozent an der Universität Münster. Im Herbst 1969 wurde er als ordentlicher Professor für germanistische Sprachwissenschaft ans Germanistische Institut der Ruhr-Universität Bochum berufen. Diese Tätigkeit übte er bis zu seiner Emeritierung im Jahre 1999 aus. Während seiner Bochumer Zeit hat er verschiedene Gastdozenturen an der Tongji-Universität in Schanghai wahrgenommen und einen längeren Forschungsaufenthalt an der Tokyo-Daigaku, der ehemaligen Kaiserlichen Universität Tokio, verbracht.
Harweg lebte in Witten. Er starb 18 Tage nach dem Tod seiner Frau Elke und wurde auf dem Kommunalfriedhof Witten-Heven beigesetzt.

## Wirken
Mit seiner Habilitationsschrift Pronomina und Textkonstitution (die von Wolfgang Dressler als „die erste große Monographie zur Textlinguistik“ und von Teun A. van Dijk und János S. Petöfi als „a first large monograph dealing with the problems of text constitution“ gewürdigt worden ist) gehörte Roland Harweg zu den Begründern der Mitte der 1960er Jahre im deutschen Sprachraum entstandenen Textlinguistik. Kern dieses Buches ist eine vielzitierte (und des Öfteren kritisierte) Definition des Textes als „ein durch ununterbrochene pronominale [in einem stark erweiterten Sinne dieses Wortes zu verstehende] Verkettung konstituiertes Nacheinander sprachlicher Einheiten“. Dabei verwendete Harweg den Begriff des Nacheinanders, im Anschluss an Louis Hjelmslev, nicht nur in Bezug auf schriftlich, sondern, wie es in der Textlinguistik weithin üblich geworden ist, auch in Bezug auf mündlich, also etwa in Form von Gesprächen, konstituiertes sprachliches Nacheinander.
Harweg hat seine in diesem Buch entwickelten Vorstellungen in einer Vielzahl von Aufsätzen erweitert, vertieft und modifiziert und in seinem Buch Situation und Text im Drama am Beispiel von Friedrich Dürrenmatts tragischer Komödie Der Besuch der alten Dame unter Einbeziehung pragmatischer und fiktionstheoretischer Gesichtspunkte auf die Textgattung Drama angewandt und ausgedehnt. Erweitert hat Harweg das auf seiner Textdefinition fußende Textmodell vor allem durch die Einführung des Konzepts des (später von anderen auch Makrotext genannten) Großraumtextes und des Konzepts des plurilinearen Textes. Großraumtexte waren für ihn zum Beispiel die Geflechte aus Zeitungs- oder Rundfunknachrichten und bestimmten von ihnen jeweils vorausgesetzten Nachrichten und plurilineare Texte zum Beispiel Texte mit Fußnoten.
Außer mit Fragen der Textlinguistik hat sich Harweg in zahlreichen Aufsätzen mit Problemen der neuhochdeutschen und der sprachvergleichenden Grammatik beschäftigt und dabei Fragen aus dem Bereich der verschiedensten Wortarten, besonders der des Verbums, behandelt. Des Weiteren hat er sich mit Fragen der Deixis, der Erzähltheorie, des Verhältnisses von Objektsprache und Metasprache, des Verhältnisses von Namen und Wörtern, des Verhältnisses von Laut und Schrift und des Verhältnisses von Fiktion und Wirklichkeit auseinandergesetzt. Ein von ihm erstmals genauer analysierter Ausdruckstyp ist der in der Umgangssprache überaus häufige und darüber hinaus in den verschiedensten Sprachen nachweisbare Ausdruckstyp das und das oder der und der.
Nach seiner Emeritierung hat sich Harweg unter anderem mit Fragen der Chronographie befasst. Dabei hat er zwei Grundformen von Chronographie ausgemacht, eine mit und eine ohne Anbindung an die jeweilige Gegenwart (von Autoren und Lesern), und diese beiden Formen (von denen er die erstere als historiographisch und die letztere als mythographisch charakterisiert und bezeichnet hat) in Texten unterschiedlicher Zeiten und unterschiedlicher Kulturen aufzuweisen versucht.
In seinem 2017 erschienenen Buch Leben und Tod hat Harweg eine durch Erleben beziehungsweise Nichterleben definierte Konzeption von „phänomenologischem“ Leben und „phänomenologischem“ Tod (mit der Sonderform eines räumlichen Todes) und eine auf die These der Janusköpfigkeit von biologischem Leben und biologischem Tod gegründete Vorstellung von biologischem Leben nach dem biologischen Tod entwickelt. 
Auf dem Gebiet der Semiotik hat sich Harweg, beginnend mit seiner Münsteraner Antrittsvorlesung von 1966, in verschiedenen Aufsätzen mit dem Verhältnis von Sprache und Musik auseinandergesetzt.

## Buchveröffentlichungen

### Autor
- Kompositum und Katalysationstext, vornehmlich im späten Sanskrit. Den Haag 1964.
- Pronomina und Textkonstitution. 1. Auflage München 1968, 2. Auflage München 1979, ISBN 3-7705-1657-5.
- Studien zur Deixis. Bochum 1990, ISBN 3-88339-788-1.
- Studien über Zeitstufen und ihre Aspektualität. 2 Halbbände. Bochum 1994, ISBN 3-8196-0116-3 und ISBN 3-8196-0263-1.
- Namen und Wörter. 1. Halbband Bochum 1997, ISBN 3-8196-0530-4, 2. Halbband Bochum 1998, ISBN 3-8196-0531-2.
- Studien zu Gattungsnamen und Stoffnamen. Aachen 1999, ISBN 3-8265-4945-7.
- Studien zu Eigennamen. Aachen 1999, ISBN 3-8265-6139-2.
- Eigenbezeichnungen und Fremdbezeichnungen. Aachen 1999, ISBN 3-8265-6477-4.
- Studien zur Textlinguistik. Aachen 2001, ISBN 3-8265-8741-3.
- Situation und Text im Drama. Eine textlinguistisch-fiktionsanalytische Studie am Beispiel von Friedrich Dürrenmatts tragischer Komödie „Der Besuch der alten Dame“. Heidelberg 2001, ISBN 3-8253-1225-9.
- mit Elke Harweg und Peter Canisius: Sekundäre Unbestimmtheit. Studien zu einer universellen Sonderform der Redewiedergabe. Aachen 2003, ISBN 3-8322-1089-X.
- mit Peter Canisius: Studien zu Pronomina. Aachen 2005, ISBN 3-8322-4055-1.
- Zeit in Mythos und Geschichte. 1. Band: Formen der Chronographie. Berlin 2008, ISBN 978-3-8258-1574-5.
- Zeit in Mythos und Geschichte. 2. Band: Zeit in Mythos und Geschichte im europäischen Altertum und Mittelalter. Berlin 2009, ISBN 978-3-8258-1575-2.
- Zeit in Mythos und Geschichte. 3. Band: Chronographie im Orient vom Altertum bis zur Gegenwart. Berlin 2009, ISBN 978-3-8258-1576-9.
- Zeit in Mythos und Geschichte. 4. Band: Zeit in Fiktion und Geschichte in der – vornehmlich europäischen – Neuzeit. Fallstudien. Berlin 2009, ISBN 978-3-8258-1577-6.
- Studien zu Konjunktionen und Präpositionen. Aachen 2010, ISBN 978-3-8322-9271-3.
- Fiktion und doppelte Wirklichkeit. Studien zur Doppelexistenz von Roman- und Novellenorten am Beispiel des Frühwerks – insbesondere der „Buddenbrooks“ – von Thomas Mann. Berlin 2012, ISBN 978-3-643-11660-4.
- Studien zum Verbum und seinem Umfeld. Aufsätze. Berlin 2014, ISBN 978-3-643-12597-2.
- Leben und Tod. Die beiden großen Seinszustände und Seinsweisen ihres Ineinanders und Nacheinanders. Berlin 2017, ISBN 978-3-643-13612-1.

### Herausgeber
- mit Manfred Faust, Werner Lehfeldt und Götz Wienold (Hrsg.): Allgemeine Sprachwissenschaft, Sprachtypologie und Textlinguistik. Festschrift für Peter Hartmann zum 60. Geburtstag. Tübingen 1983, ISBN 3-87808-215-0.
- mit Shoko Kishitani und Maximilian Scherner (Hrsg.): „Die deutsche Sprache – Gestalt und Leistung“. Hennig Brinkmann in der Diskussion. Zu seinem neunzigsten Geburtstag. Münster 1991, ISBN 3-89323-225-7.
- mit Franz Hundsnurscher und Eijiro Iwasaki (Hrsg.): „getriwe ân allez wenken“. Festschrift für Shoko Kishitani zum 75. Geburtstag. Göppingen 2006, ISBN 3-87452-982-7.